# Каштан мягчайший
Каштан мягчайший, или Каштан китайский (лат. Castanea mollissima) — дерево, вид рода Каштан (Castanea) семейства Буковые (Fagaceae).

## Распространение и экология
В природе ареал вида охватывает Китай, Корею и Вьетнам. Натурализовалось в Северной Америке.
В горах на высоте 600—2500 м образует небольшие леса.
Успешно растет и на почвах, содержащих кальций.
Начинает плодоносить с 5—8 лет.

## Ботаническое описание

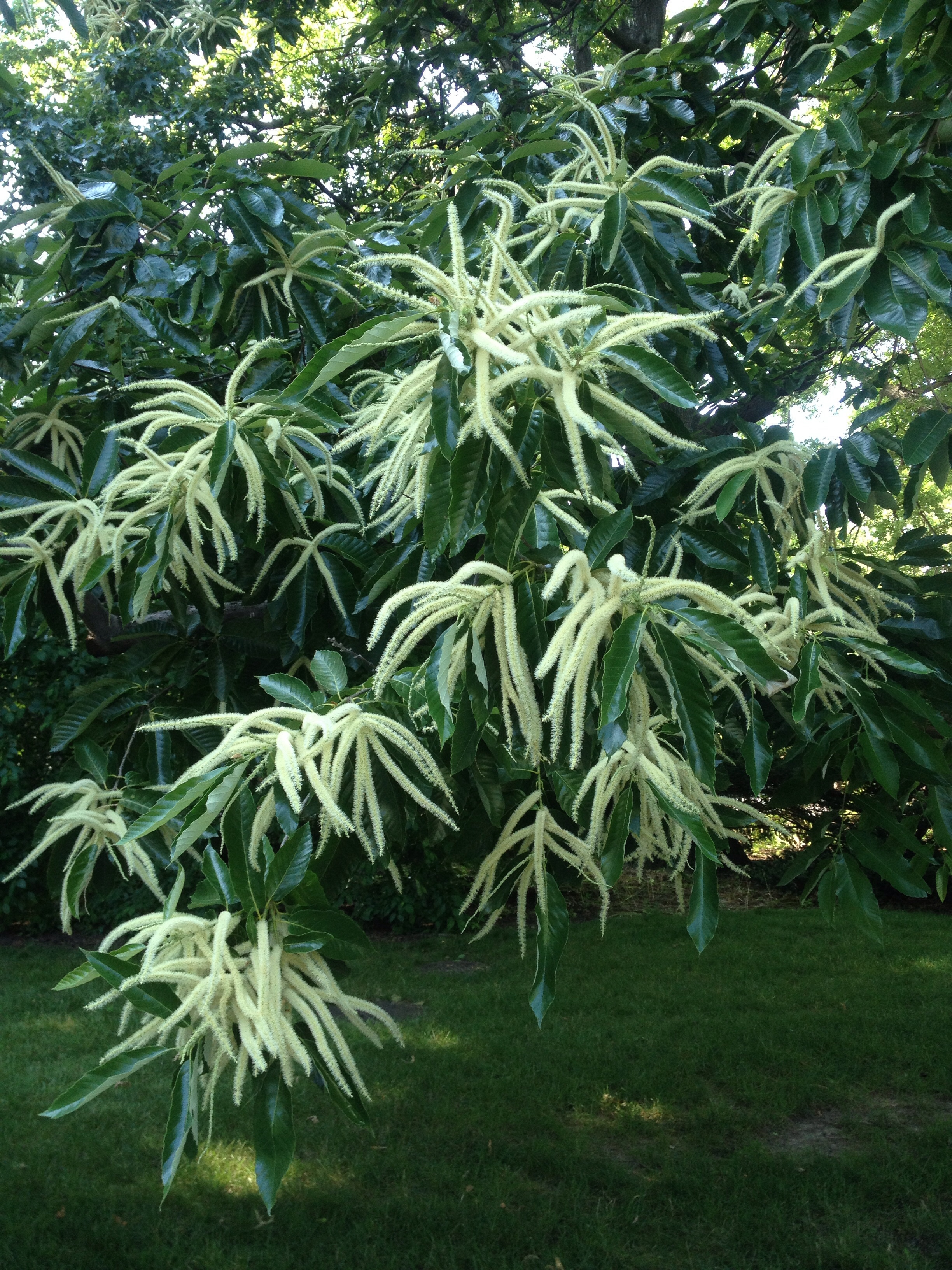
Соцветия.

Дерево высотой до 20 м, с широкой кроной. Молодые побеги мягко-бело-опушенные, старые — коричневые.
Почки сравнительно мелкие, широкояйцевидные шелковистые, опушенные. Листья эллиптические или продолговато-яйцевидные, длиной 8—22 см, шириной 5—7 см, с широко-клиновидным или закруглённым основанием, по краю грубо-пильчатые, с зубцами, заканчивающимися щетинистым остриём, сверху тёмно-зелёные, снизу более светлые и шелковисто опушённые, особенно по жилкам; боковых жилок 12—16 пар. Черешок длиной 7—8 мм, опушённый. Прилистники широкие, долго остающиеся.
Плюска в молодом возрасте снаружи бело-опушенная, зрелая — диаметром 5—6 см, шелковистая с опушёнными, несколько туповатыми и не твёрдыми колючками. Плоды в числе 2—3, в поперечнике и по высоте 2—3 см, у вершины шелковисто-опушённые, с сильно оттянутым носиком и серой пяткой, значительно меньшей, чем основание.

## Значение и применение
Культивируется в Западной Европе, по всему Китаю, в Корее и Индокитае. Введен в культуру в Северной Америке и является причиной гибели зубчатого каштана, так как с ним был занесен грибок Endotia parasitica, к которому он сам иммунен. В Китае выведен ряд крупноплодных сортов, вкусовые достоинства которых стоят выше других видов каштана.
Древесина такой же ценности, как и у каштана посевного.

## Таксономия
Вид Каштан мягчайший входит в род Каштан (Castanea) подсемейства Castaneoideae семейства Буковые (Fagaceae) порядка Букоцветные (Fagales).
|  |                                        |  |                                                             |                                                             |                   |  | ещё 7 семейств (согласно Системе APG II) | ещё 7 семейств (согласно Системе APG II)         |                                                  |  |  |  | ещё 3 рода (согласно Системе APG II) | ещё 3 рода (согласно Системе APG II) |  |  |
|  |                                        |  |                                                             |                                                             |                   |  | ещё 7 семейств (согласно Системе APG II) | ещё 7 семейств (согласно Системе APG II)         |                                                  |  |  |  | ещё 3 рода (согласно Системе APG II) | ещё 3 рода (согласно Системе APG II) |  |  |
|  |                                        |  |                                                             | порядок Букоцветные                                         |                   |  |                                          |                                                  | подсемейство Castaneoideae                       |  |  |  |                                      | вид Каштан мягчайший                 |  |  |
|  |                                        |  |                                                             | порядок Букоцветные                                         |                   |  |                                          |                                                  | подсемейство Castaneoideae                       |  |  |  |                                      | вид Каштан мягчайший                 |  |  |
|  | царство Цветковые, или Покрытосеменные |  |                                                             |                                                             | семейство Буковые |  |                                          |                                                  | род Каштан                                       |  |  |  |                                      |                                      |  |  |
|  | царство Цветковые, или Покрытосеменные |  |                                                             |                                                             |                   |  |                                          |                                                  |                                                  |  |  |  |                                      |                                      |  |  |
|  |                                        |  | ещё 44 порядка цветковых растений (согласно Системе APG II) | ещё 44 порядка цветковых растений (согласно Системе APG II) |                   |  |                                          | подсемейство Fagoideae (согласно Системе APG II) | подсемейство Fagoideae (согласно Системе APG II) |  |  |  | ещё 9 видов                          |                                      |  |  |
|  |                                        |  |                                                             | ещё 44 порядка цветковых растений (согласно Системе APG II) |                   |  |                                          |                                                  | подсемейство Fagoideae (согласно Системе APG II) |  |  |  |                                      |                                      |  |  |